# Andrzej Bzicki
Andrzej Bzicki herbu Ciołek (zm. 1567) – kasztelan chełmski, w 1555 został senatorem. Wraz ze Stanisławem Żółkiewskim i Erazmem Otwinowskim reprezentował Rzeczpospolitą w poselstwie do Turcji, przedstawiciel dyplomatyczny Rzeczypospolitej w Imperium Osmańskim w latach 1551–1557.

## Życiorys
Ożenił się z wdową Anną z Pileckich Kobylańską (zm. 1576). W posagu otrzymał Bełżyce. W 1558 lub 1565 Bzicki zamienił kościół na kalwiński zbór.

## Literatura dodatkowa
- Władysław Pociecha: Bzicki Andrzej. W: Polski Słownik Biograficzny. T. 3: Brożek Jan – Chwalczewski Franciszek. Kraków: Polska Akademia Umiejętności – Skład Główny w Księgarniach Gebethnera i Wolffa, 1937, s. 185–186. Reprint: Zakład Narodowy im. Ossolińskich, Kraków 1989, ISBN 83-04-03291-0